# Сапёрка (Воздвиженский сельсовет)
Сапёрка — хутор в Саракташском районе Оренбургской области в составе  Воздвиженского сельсовета. 

## География
Находится на расстоянии примерно 15 километров по прямой на юго-восток от районного центра поселка Саракташ.

## История
В советское время хутор был отделением мясосовхоза «Саракташский». До недавнего времени здесь проживало только 2 семьи, которые занимались личным подсобным хозяйством.

## Население
Население составляло 2 человека в 2002 году (казахи 100%), 0 по переписи 2010 года.